# Schumanniophyton hirsutum
Schumanniophyton hirsutum är en måreväxtart som först beskrevs av William Philip Hiern, och fick sitt nu gällande namn av Ronald D'Oyley Good. Schumanniophyton hirsutum ingår i släktet Schumanniophyton och familjen måreväxter. Inga underarter finns listade i Catalogue of Life.